# ユースケ&ハマケンの会員制おもかげラヂオ
『ユースケ&ハマケンの会員制おもかげラヂオ』は、2011年6月20日からBeeTVで放送されているバラエティ番組。木曜日の12：00更新。

## 出演者
- ユースケ・サンタマリア
- 浜野謙太（SAKEROCK・在日ファンク）

## スタッフ
- 演出：藤野義明（ばんぺいゆ）
- 構成：安部裕之（ばんぺいゆ）、たかはC（ばんぺいゆ）、のじつとむ（ばんぺいゆ）、山本太蔵（ばんぺいゆ）
- ディレクター：佐々部龍太
- 主題歌：面影ラッキーホール「口に出してね」
- 編成：佐藤修弘
- 宣伝：小熊隆弘
- サイト編集：矢野善太郎
- プロデューサー：龍貴大、今井真木子
- プロデュース：鈴木芳治
- 制作：ばんぺいゆ
- 製作・著作：BeeTV